# Eric Erlandson
Eric Theodore Erlandson, född 9 januari 1963 i Los Angeles, Kalifornien, USA, är en amerikansk gitarrist.
Eric Erlandson var gitarrist i grungebandet Hole från starten 1989 fram till splittringen 2002. Efter det har han bland annat varit gitarrist för Melanie C och Melissa Auf der Maur. Han hade en relation med Kristen Pfaff, basist i Hole 1993–1994, fram till hennes död 1994.
Hans gammelfarfar var från Sverige, därav namnet Erlandson. 

## Diskografi
- 1991 – Pretty on the Inside, Hole
- 1994 – Live Through This, Hole
- 1995 – Ask For It, Hole
- 1997 – My Body, The Hand Grenade, Hole
- 1998 – Celebrity Skin, Hole
- 2004 – Auf der Maur, Auf der Maur